# Dodge Meadowbrook
Der Dodge Meadowbrook war ein PKW der zur Chrysler Corporation gehörenden Automobilmarke Dodge in Detroit, der als ein Nachfolger des Dodge Deluxe im Februar 1949 vorgestellt wurde.

## Bauserien

### 1949–1952
Der Wagen hatte – wie seine Schwestermodelle Wayfarer, und Coronet – einen seitengesteuerten Sechszylinder-Reihenmotor mit 3769 cm³, der 76 kW (103 bhp) bei 3600/min. leistete. Der Radstand des Fahrgestells betrug 3137 mm. Es gab nur eine 4-türige Limousine. Sie war in der neuen, modischen Pontonform gehalten. Mit wenigen Änderungen, vor allen Dingen am Kühlergrill, wurde das Modell bis 1952 hergestellt.

### 1953–1954
Im November 1952 wurden die neuen Modelle für das Jahr 1953 vorgestellt. Das Schwestermodell Wayfarer war weggefallen; dafür wurde die 2-türige Limousine als Meadowbrook weitergebaut. Von beiden Limousinen gab es zusätzlich die einfachere Special-Ausführung, die als billigeres Modell für Vertreter gedacht war. Neu war auch ein 3-türiger Kombi namens Suburban. Die Karosserien waren überarbeitet worden, um die Pontonform (ohne angedeutete Heckkotflügel) noch besser herauszustellen. Anstatt der geteilten, V-förmigen Windschutzscheibe gab es nun gebogene, einteilige Exemplare. Die Heckscheibe der Limousinen war als Panoramascheibe ausgeführt. Neben dem Sechszylinder wurde auch ein V8-Motor mit halbkugelförmigen Brennräumen (Chrysler-Hemi-Motor) angeboten. Er hatte 3949 cm3 Hubraum und leistete 103 kW (140 bhp) bei 4400/min.
Im Modelljahr 1954 wurde ein stärkerer Sechszylindermotor eingesetzt. Er leistete bei gleichem Hubraum nun 81 kW (110 bhp). Gleichzeitig fielen die 2-türigen Limousinen, der Kombi und die Special-Modelle weg. Neben der 4-türigen Limousine wurde im letzten Jahr des Meadowbrook ein 2-türiges Club-Coupé angeboten.
Im Modelljahr 1955 wurde der Meadowbrook nicht mehr angeboten. Der Coronet hatte den Platz des billigsten Dodge übernommen. In sechs Jahren waren ca. 500.000 Meadowbrook entstanden.